# 短周期彗星
| 彗星                       | 彗星         | 彗星                         | 彗星                   | 彗星                   |
| -------------------------- | ------------ | ---------------------------- | ---------------------- | ---------------------- |
| 離心率と公転周期による分類 |              |                              |                        |                        |
| e < 1                      | 周期彗星     | 短周期彗星                   | 短周期彗星             | P < 200                |
| e < 1                      | 周期彗星     | 長周期彗星                   | 長周期彗星             | P ≧ 200                |
| e ≧ 1                      | 非周期彗星   | 非周期彗星                   | 長周期彗星             |                        |
| 特徴的な彗星               | 特徴的な彗星 | 大彗星                       | 大彗星                 | 大彗星                 |
| 特徴的な彗星               | 特徴的な彗星 | サングレーザー（クロイツ群） |                        |                        |
| 成因上の関連               | 成因上の関連 | 彗星・小惑星遷移天体         | 彗星・小惑星遷移天体   | 彗星・小惑星遷移天体   |
| 成因上の関連               | 成因上の関連 | 地球近傍天体                 |                        |                        |
| 成因上の関連               | 成因上の関連 | 太陽系外縁天体               |                        |                        |
| 分類上の関連               | 分類上の関連 | 太陽系小天体（小惑星）       | 太陽系小天体（小惑星） | 太陽系小天体（小惑星） |
| ■Project ■Template         |              |                              |                        |                        |

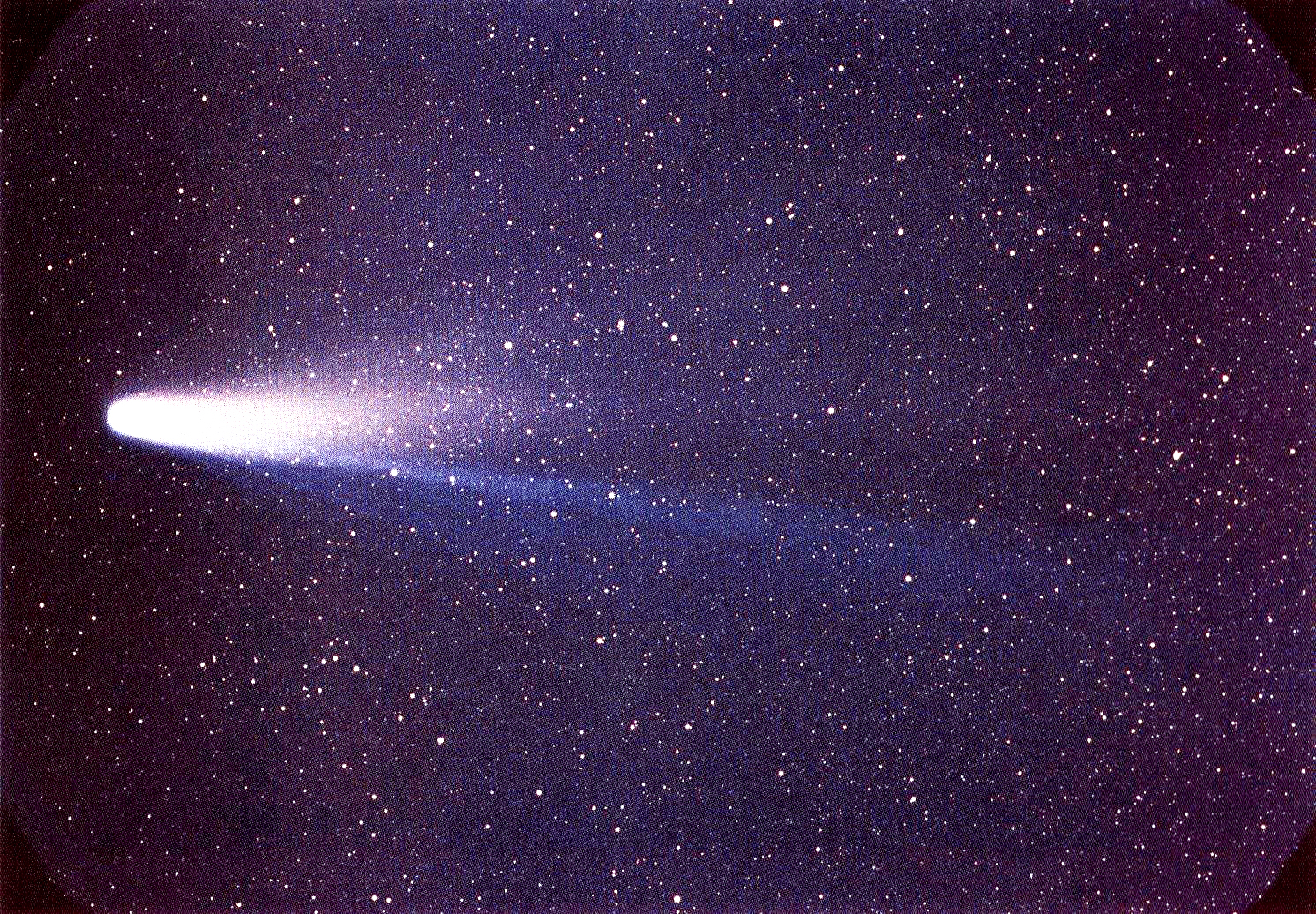
ハレー彗星 (1P)。公転周期77.6年の短周期彗星。

短周期彗星（たんしゅうきすいせい、short-period comet）は、公転周期が200年未満の周期彗星である。これに対し、公転周期が200年以上の彗星を、長周期彗星という。国際天文学連合(IAU)に番号登録されているほとんどの周期彗星が短周期彗星である。
彗星の軌道は不安定で、その度合いは周期が長いほど強くなる。そこで、周期200年を恣意的な境界に定め、軌道が比較的安定している短周期彗星と、かなり不安定な長周期彗星を分けている。
公転周期200年は、軌道長半径34.20 AUにあたる。つまり、短周期彗星は軌道長半径34.20 AU未満の周期彗星であると言ってもいい。なお、公転周期200年、軌道長半径34.20 AUは、海王星（165年、30.11 AU）と冥王星（250年、39.54 AU）の間である。ただし、彗星は軌道離心率が大きいので、離心率が1に近かった場合、遠日点距離は最大68.40 AUになり、エッジワース・カイパーベルト (約30～50 AU) をかなり越える。
逆に、最も周期が短い短周期彗星は、エンケ彗星 (2P)（周期3.30年）である。
彗星の命名規則では、短周期彗星の符号はP/（または数字のついたnnP/）で始まる。たとえば、ハレー彗星 (1P)、シューメーカー・レヴィ第1彗星 (P/1990 V1)。それに対し、長周期彗星はC/で始まる。ただし、番号登録周期彗星、つまり、2回の回帰（またはケンタウルス族なら4回の衝）が観測された彗星は、長周期彗星であってもnnP/で始まる。それに当てはまるのは池谷・張彗星 (153P)（周期367年）の1つである。
2006年8月現在、番号登録された短周期彗星が177個（池谷・張彗星以外の全て）、それ以外の短周期彗星が約164個、計約341個の短周期彗星が発見されている。ただし、すでに消滅したり、行方不明になっているものがいくつかある。
短周期彗星は、エッジワース・カイパーベルトからやってくると推測されている。それに対して、長周期彗星は、オールトの雲からやってくると推測されている。
一般に、短周期彗星は発見前を含めれば何十回・何百回となく回帰しているため、大半の揮発成分が失われてしまい、大彗星は少ない。明るく輝く大彗星は、ほとんどが長周期彗星である。
短周期彗星の中には、遠日点が、木星、土星、天王星、海王星軌道のすぐ外側にあるものが、多数ある。これらは、それぞれの惑星の重力で、より周期が長い軌道から現在の軌道に変化したと思われる。それぞれ、木星族彗星、土星族彗星、天王星族彗星、海王星族彗星という。ただし、木星族彗星以外は、惑星からそれほど強い重力を受けるわけではなく、分類を疑問視する声もある。木星族彗星は、頻繁に木星に接近するため、軌道が不安定なことが多い。